# Copestylum pseudopallens
Copestylum pseudopallens är en tvåvingeart som beskrevs av Thompson 1981. Copestylum pseudopallens ingår i släktet Copestylum och familjen blomflugor.
Artens utbredningsområde är Jamaica. Inga underarter finns listade i Catalogue of Life.